# Regenboog (optica)

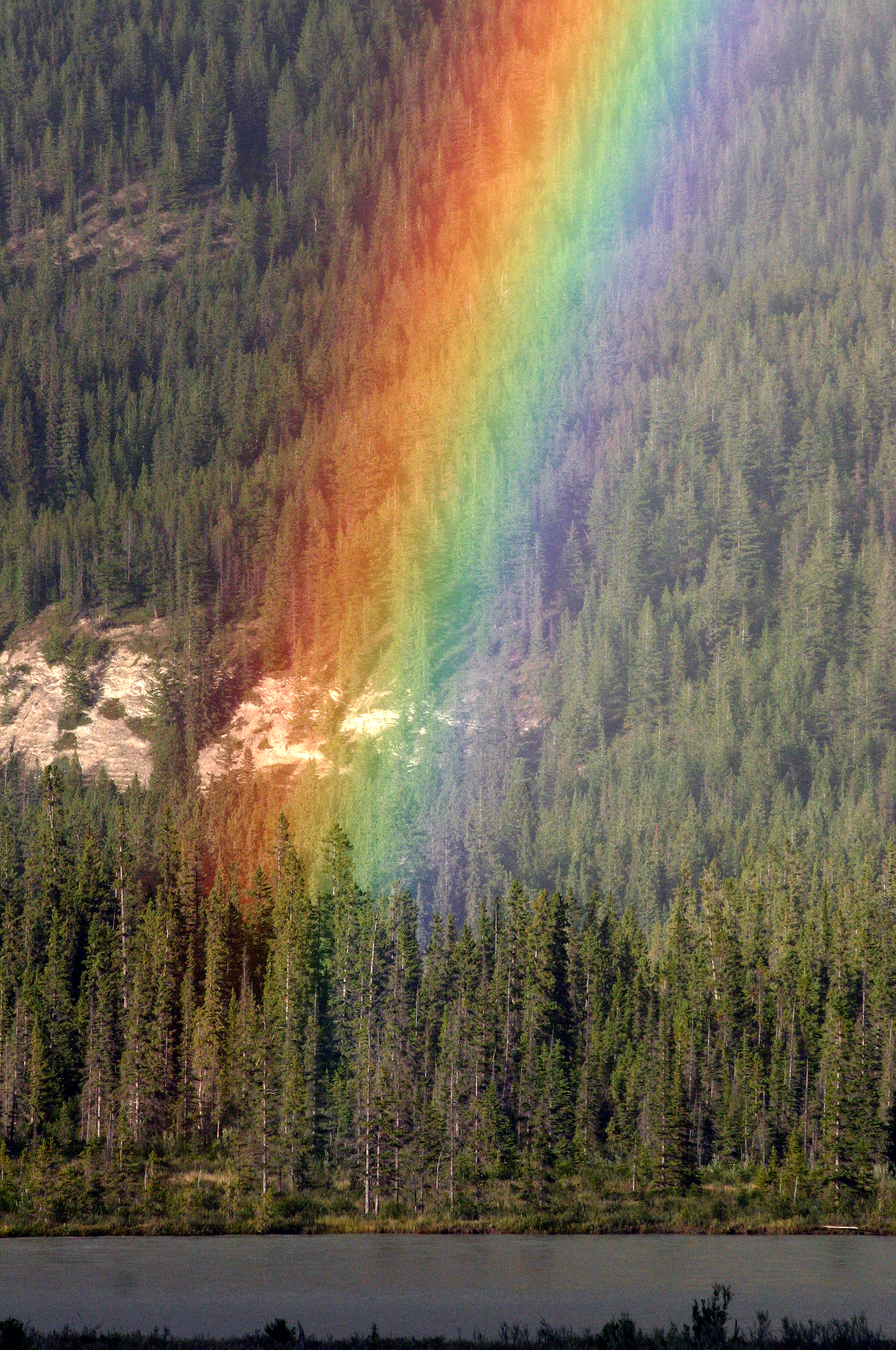
Regenboog boven het Jasper National Park, Canada

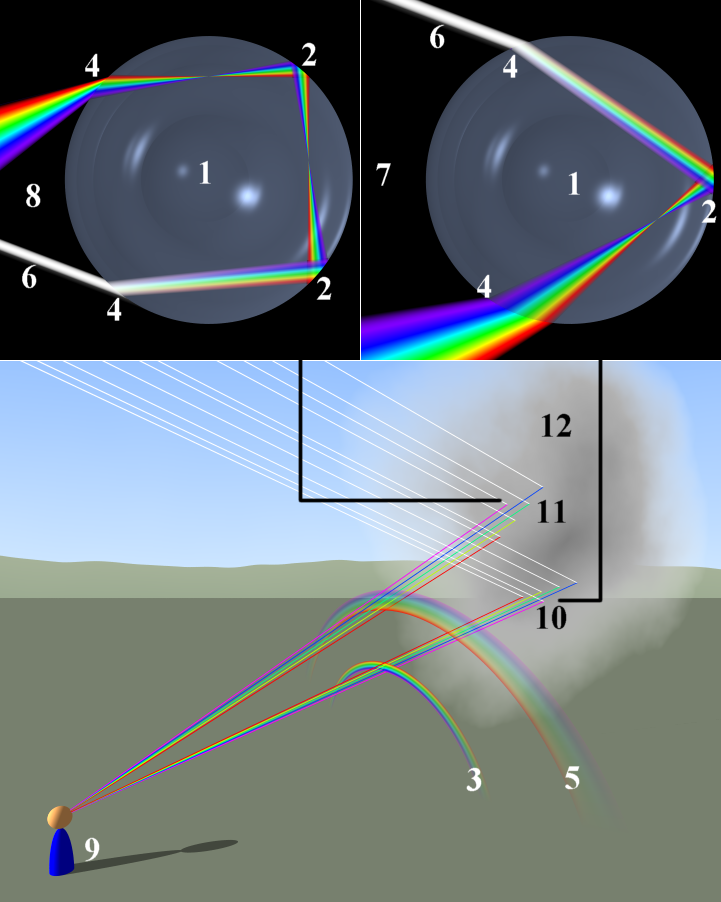
Verklaring
Rechtsboven: oorsprong in waterdruppel van eerste (primaire) regenboog.
Linksboven: oorsprong van tweede (secundaire) regenboog.
Onder: Een druppel die voor de waarnemer hoger in de waternevel zit, maakt een grotere hoek met de zon.
1. Ronde druppels
2. Plaats van interne reflectie
3. Eerste regenboog
4. Plaats van breking (refractie) van het licht
5. Tweede regenboog
6. Invallende straal wit licht
7. Lichtweg van eerste regenboog
8. Lichtweg van tweede regenboog
9. Waarnemer
10. Vormingsgebied van eerste boog
11. Vormingsgebied van tweede boog
12. Regen of waternevel

Een regenboog is een gekleurde soms incomplete halve cirkelboog die aan de hemel waargenomen kan worden als de (laagstaande) zon tegen een nevel van waterdruppeltjes aan schijnt en de zon zich achter de waarnemer bevindt. Het is een optisch effect dat wordt veroorzaakt door de breking en weerspiegeling van licht in de waterdruppels.

## Verschijnsel
Een regenboog ontleent zijn naam aan zijn verschijnen bij regen, maar ook in een wolk van waterdruppels van een waterval, tuinslang of fontein en soms boven de branding in zee kan men een regenboog zien. Vanuit een vliegtuig of van een bergtop kan een regenboog als een cirkel zichtbaar zijn (zie Cirkelvormige regenboog hieronder), wanneer geen horizon in de weg zit. Het licht wordt weerkaatst en gebroken tot een spectrum van de primaire kleuren, die in elkaar overlopen.
Het middelpunt van de boog staat gezien vanuit de waarnemer lijnrecht tegenover de zon, en bevindt zich dus altijd onder de horizon. Waarnemer en boog vormen samen een denkbeeldige kegel met de waarnemer op de punt van de kegel en de regenboog langs de boogrand van het grondvlak van de kegel. De boog heeft binnen de kegel een halve tophoek van ongeveer 42 graden; de breedte van de kleurenband van rood tot violet is circa 2 graden.
De kleuren van de regenboog worden traditioneel benoemd als (van buiten naar binnen):  rood,  oranje,  geel,  groen,  blauw,  indigo en  violet. De volgorde kan onthouden worden als ROGGBIV. Uiteraard is er in werkelijkheid een continue verdeling van kleuren, die naadloos in elkaar overgaan en niet scherp te onderscheiden zijn.
Door meervoudige weerkaatsing van het licht in de waterdruppels is buiten de eerste regenboog soms een fletsere bijregenboog te zien met de kleuren in omgekeerde volgorde (zie dubbele regenboog hieronder).

## Verklaring
Een regenboog wordt veroorzaakt door breking en weerkaatsing van zonlicht in waterdruppels. Deze zweven of vallen vrij en hebben dankzij hun oppervlaktespanning een bolronde vorm. Het licht breekt bij het binnengaan van een druppel, weerkaatst aan de achterkant van de druppel, en treedt na nog een breking aan de voorzijde uit. De verschillende kleuren in het witte zonlicht breken onder verschillende hoeken, wat een spectrum oplevert. De waterdruppel werkt dus tegelijk als een spiegel en een prisma.

### Stralengang
De (primaire) boog is het gevolg van zonnestralen die in een bolvormige waterdruppel binnendringen, gebroken en volledig gereflecteerd worden, waarna ze weer uittreden en daarbij ook weer gebroken worden.
Als {\displaystyle \alpha } de hoek met de normaal is bij intreden en 
{\displaystyle \beta } de hoek met de normaal na breking, geldt volgens de brekingswet van Snellius:
{\displaystyle {\frac {\sin(\alpha )}{\sin(\beta )}}=n(\lambda )}
waarin {\displaystyle n(\lambda )} de brekingsindex van water is, die nog afhankelijk is van de golflengte {\displaystyle \lambda }.
Een deel van de invallende bundel zal aan de grens van water en lucht teruggekaatst worden en weer een deel daarvan zal na breking uittreden. Uit de symmetrie van de stralengang volgt dat de hoek {\displaystyle \gamma } tussen de in- en de uittredende bundel gelijk is aan:

Weg van een zonnestraal in een regendruppel

{\displaystyle \gamma =4\beta -2\alpha =4\arcsin({\tfrac {1}{n}}\sin(\alpha ))-2\alpha }
met een maximum voor
{\displaystyle {\frac {{\rm {d}}\gamma }{{\rm {d}}\alpha }}={\frac {4\cos(\alpha )}{\sqrt {n^{2}-\sin ^{2}(\alpha )}}}-2=0}
dus voor
{\displaystyle \sin(\alpha )={\sqrt {\frac {4-n^{2}}{3}}}}
Met de brekingsindex {\displaystyle n\approx 1{,}33} voor water, volgt {\displaystyle \gamma \approx 42^{\circ }}. Doordat de uittredende stralen in de buurt van het maximum dichter bij elkaar liggen, wordt de regenboog waargenomen onder deze hoek. Bij grotere hoeken is er geen weerkaatst licht, zodat de hemel buiten de boog donkerder lijkt.

### Brekingshoek
Afhankelijk van de brekingsindex van de lucht-waterovergang breekt het licht onder verschillende hoeken. Dit heet dispersie of kleurschifting. De grootte van de druppel speelt hier geen rol. Doordat de brekingsindex voor elke kleur verschilt, vallen de kleuren uiteen in deelbogen. Zeewater heeft een grotere brekingsindex dan zoet water (de waarde is 0,007 meer). Een regenboog in verstoven zeewater heeft daardoor een halve kegeltophoek die 0,8 graden kleiner is dan bij een regenboog door regenwater.
| Kleur       | Golflengte (nanometer) | Brekingsindex van zoet water | Hoek in eerste boog (graden) | Hoek in tweede boog (graden) |
| ----------- | ---------------------- | ---------------------------- | ---------------------------- | ---------------------------- |
| ■ Rood      | 650                    | 1,3318                       | 42,25                        | 50,58                        |
| ■ Geelgroen | 550                    | 1,3344                       | 41,64                        | 51,68                        |
| ■ Blauw     | 450                    | 1,3411                       | 40,91                        | 52,99                        |

### Plaats
De regenboog is altijd recht tegenover de zon te zien, dus met de zon in de rug van de waarnemer. Dit komt door de weerkaatsing van het licht in de waterdruppels. De waarnemer staat op één lijn met de zon en het middelpunt van de regenboog. De plaats van de regenboog is daarmee voor iedere positie van een waarnemer verschillend.

### Cirkelboog
De regenboog is rond doordat de waarnemer het gebroken licht alleen kan zien van druppels langs de denkbeeldige rand van de kegel met een halve tophoek van ongeveer 42 graden (zie figuren). Dit is de hoek tussen het invallende en uittredende zonlicht in elke druppel die bijdraagt aan de regenboog. Druppels op plaatsen buiten de regenboog breken en reflecteren het licht in dezelfde hoek, maar hun licht bereikt de waarnemer niet. Daardoor lijkt de regenboog met de waarnemer mee te bewegen als deze zich verplaatst.

### Tijdstip

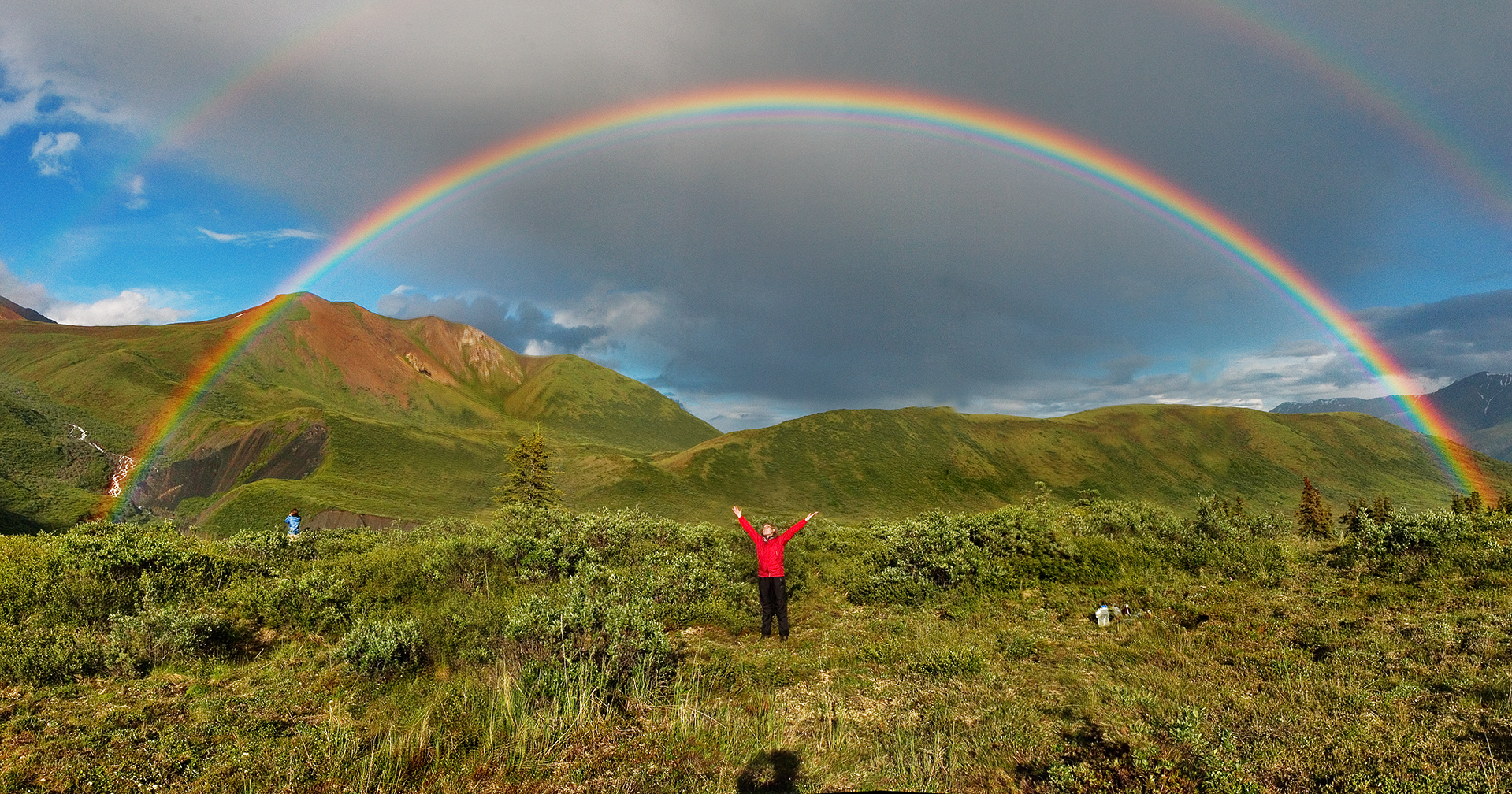
Dubbele regenboog (de tweede boog is vaag zichtbaar buiten de eerste). Binnen de eerste boog zijn overtallige regenbogen te zien. Onderaan is nog net de schaduw van de fotograaf te zien; de schaduw van de camera is het middelpunt van de cirkelboog. Opname in Wrangell-St. Elias National Park, Alaska.

Aangezien voor een regenboog zonlicht en regen nodig zijn, is de kans op regenbogen het grootst bij buiig weer, wanneer buien en opklaringen elkaar afwisselen. Vaak zijn slechts stukken van de boog te zien, doordat zich niet overal waar de regenboog zich zou kunnen voordoen, druppels of zonlicht bevinden.
De grootste regenbogen zijn te zien wanneer de zon laag aan de hemel staat, dus 's ochtends vroeg of aan het einde van de middag. Hoe dichter de zon bij de horizon staat, hoe meer van de regenboog te zien is. Staat de zon vlak bij de horizon, dan vormt de regenboog nagenoeg een halve cirkel tegen de achtergrond van de hemel. Staat de zon hoger, dan is hooguit een deel van de halve cirkel te zien, doordat het onderste deel tegen de achtergrond van de aarde staat, waar veel minder waterdruppels zijn. Bij een zonshoogte groter dan 42 graden is de hele regenboog slecht zichtbaar.
Op de foto die in Alaska is gemaakt zijn op korte afstand een heuvel en daarachter een dal te zien. Links staat een kind met een blauw jasje ongeveer op de top van de heuvel. De regenboog is alleen boven de heuvel te zien, gedeeltelijk tegen de achtergrond van de bergen in de verte. Tegen de achtergrond van de heuvel zien we geen regenboog. Dat kan betekenen dat het daar niet regent, maar ook dat daar maar weinig waterdruppels zijn, want de heuvel is niet ver weg. Zou het heel hard gaan regenen, dan zal de fotograaf - in theorie - het onderste deel van de cirkel vlak voor zijn voeten zien.
Vanuit een vliegtuig of hoog gebouw kan het gedeelte van de regenboog dat zich onder de horizon bevindt worden waargenomen, dat samen met het bovenste gedeelte een volledige cirkel vormt: zie Cirkelvormige regenboog hieronder.

### Felheid en banden door druppelgrootte
Afhankelijk van de omstandigheden kan de intensiteit van de kleuren van de regenboog nogal verschillen, evenals de breedte van de kleurbanen. De kleurintensiteit en de breedte van de boog zijn afhankelijk van de grootte van de regendruppels. Grote druppels (met een middellijn van ongeveer 0,5 - 2,0 mm) geven een smalle regenboog met doorgaans intense kleuren. Hoe kleiner de druppels worden (ongeveer 0,5 - 0,01 mm), hoe meer de regenboog in een mistboog verandert: de kleuren worden fletser, de banden breder en de overtallige bogen geprononceerder.
| Middellijn van waterdruppel (mm) | Kleureffect |
| -------------------------------- | --- |
| 1 - 2                            | Fel violetrose en levendig groen, bijna geen blauw. Veel overtallige bogen aansluitend aan de eerste boog, afwisselend violetrose en groen. |
| ~0,5                             | Zwakker rood, minder overtallige bogen met afwisselend violetrose en groen. |
| 0,20 - 0,30                      | Geen rood meer, brede boog met gelige overtallige bogen. Bij een middellijn van 0,2 mm is er een onderbreking tussen de overtallige bogen zichtbaar. Is de middellijn groter dan 0,2 mm, dan ligt er een onderbreking tussen de hoofdboog en de eerste overtallige boog. |
| 0,08 - 0,10                      | De hoofdboog is nog breder en bleker. Alleen het violet is mooi. De eerste overtallige boog ligt verder van de hoofdboog af en is wittig. |
| 0,06                             | De hoofdboog vertoont een duidelijke witte streep. |
| < 0,05                           | Mistboog: een brede wollige witte band. |

### Polarisatie
Door de inwendige weerkaatsing aan de achterkant van de waterdruppels is het licht van de regenboog sterk (96%) lineair gepolariseerd in de richting van de raaklijn aan de boog. De tweede boog is minder gepolariseerd: ongeveer 90%.

## Variaties

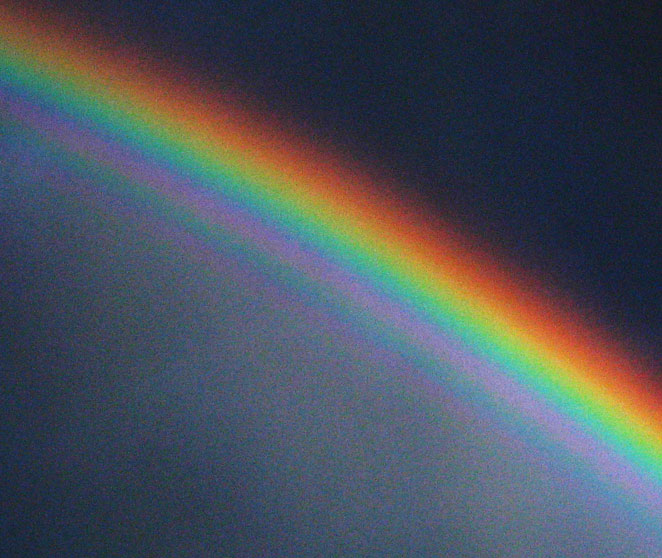
Overtallige bogen aan de binnenkant van de eerste boog met donkere band van Alexander aan de buitenkant

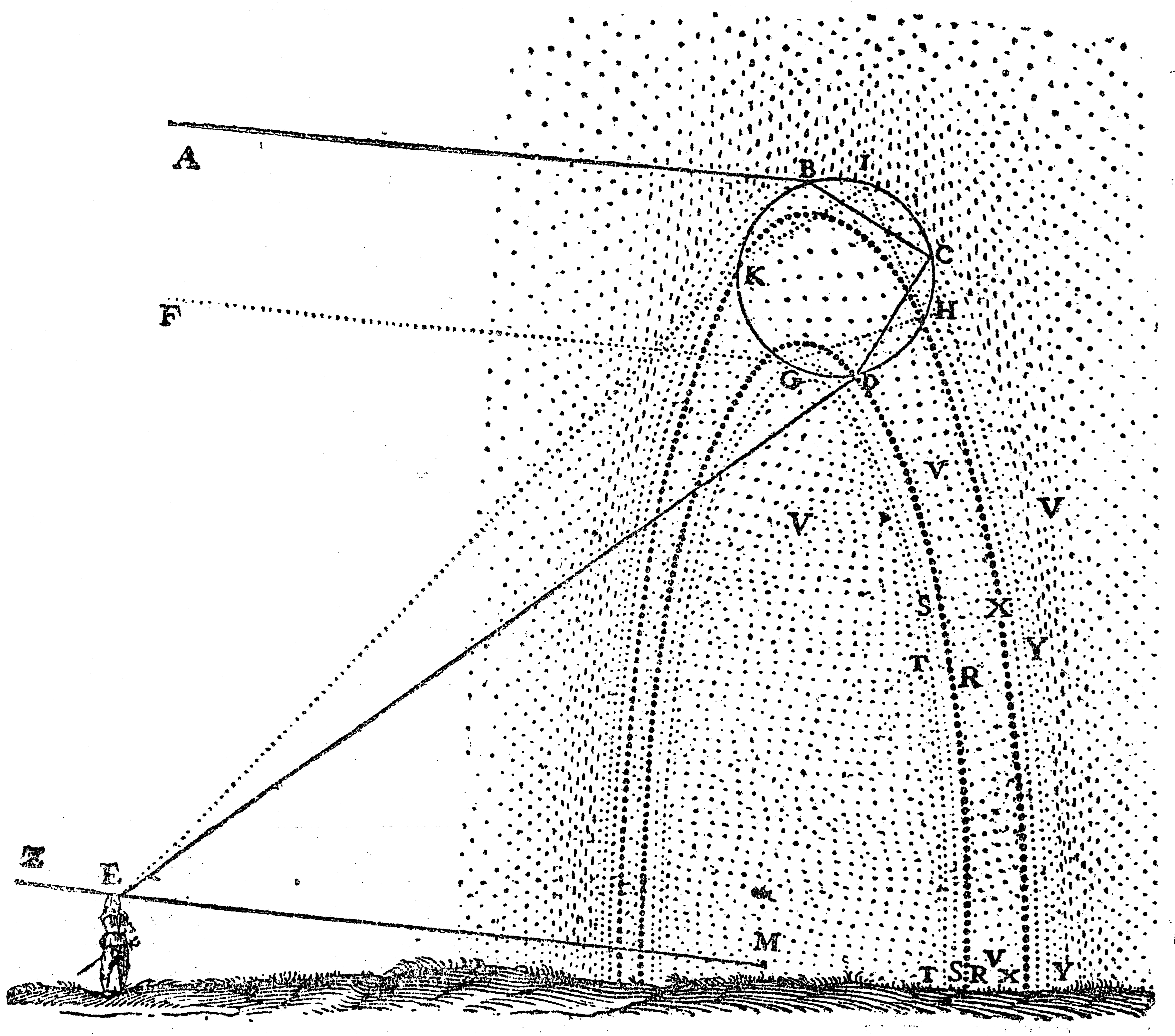
Schets van René Descartes van ontstaan van eerste regenboog (Les météores, 1636)

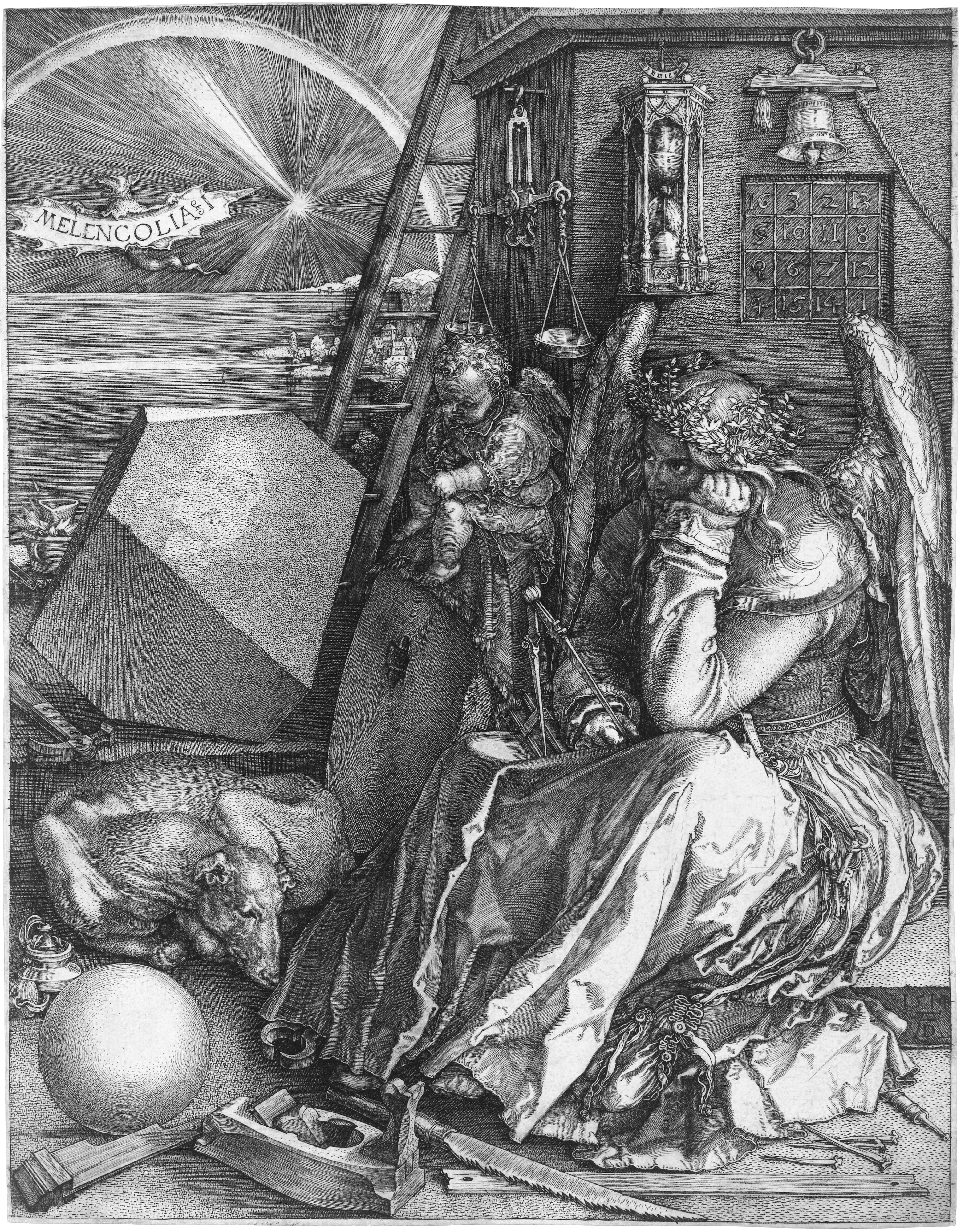
Albrecht Dürer: Melancholie I, gravure 1514

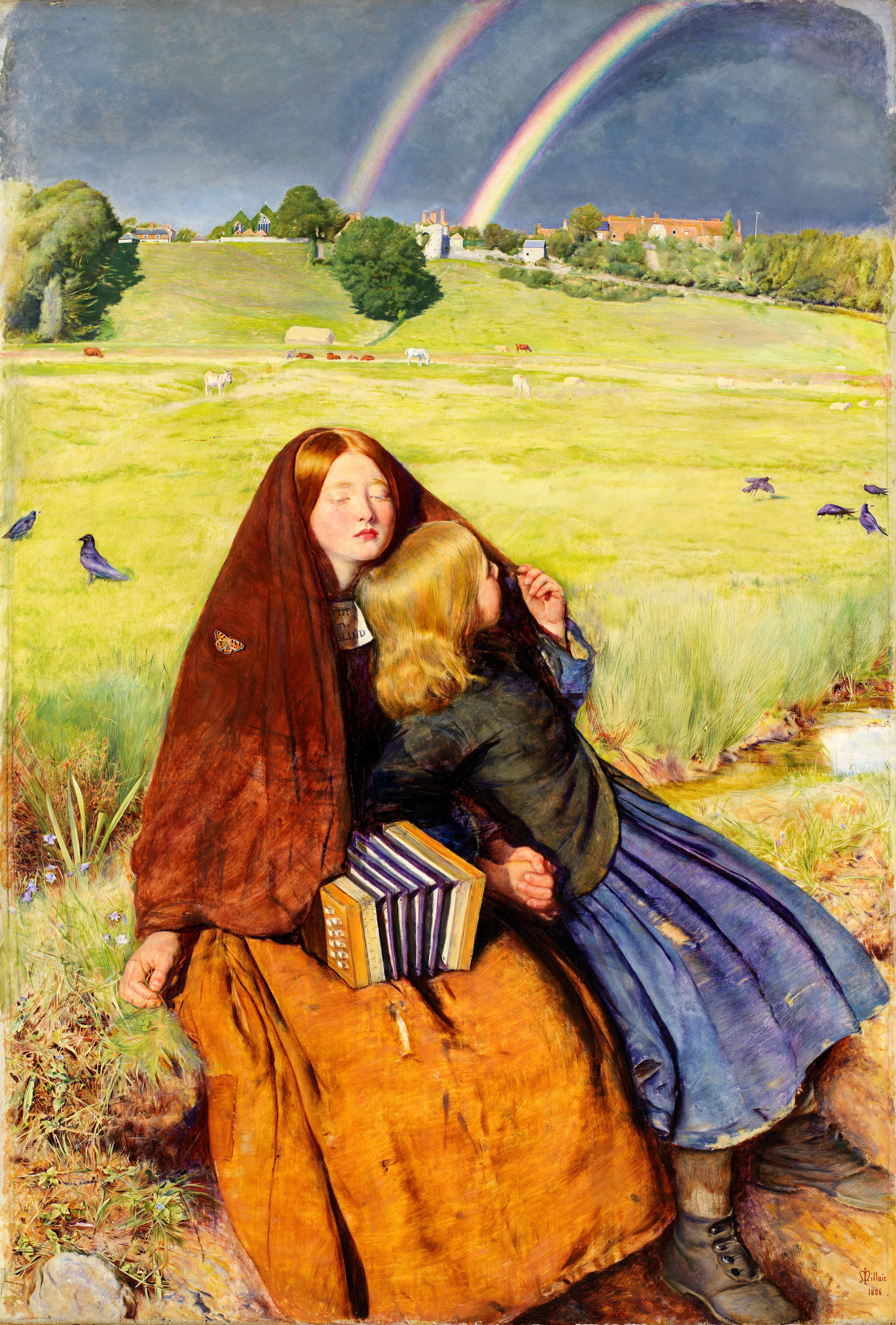
John Everett Millais: Het blinde meisje, olieverf 1856

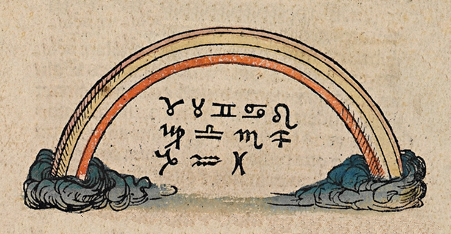
Kroniek van Neurenberg, door Michel Wolgemut en Wilhelm Pleydenwurff, 1493. Verkeerde rode kant

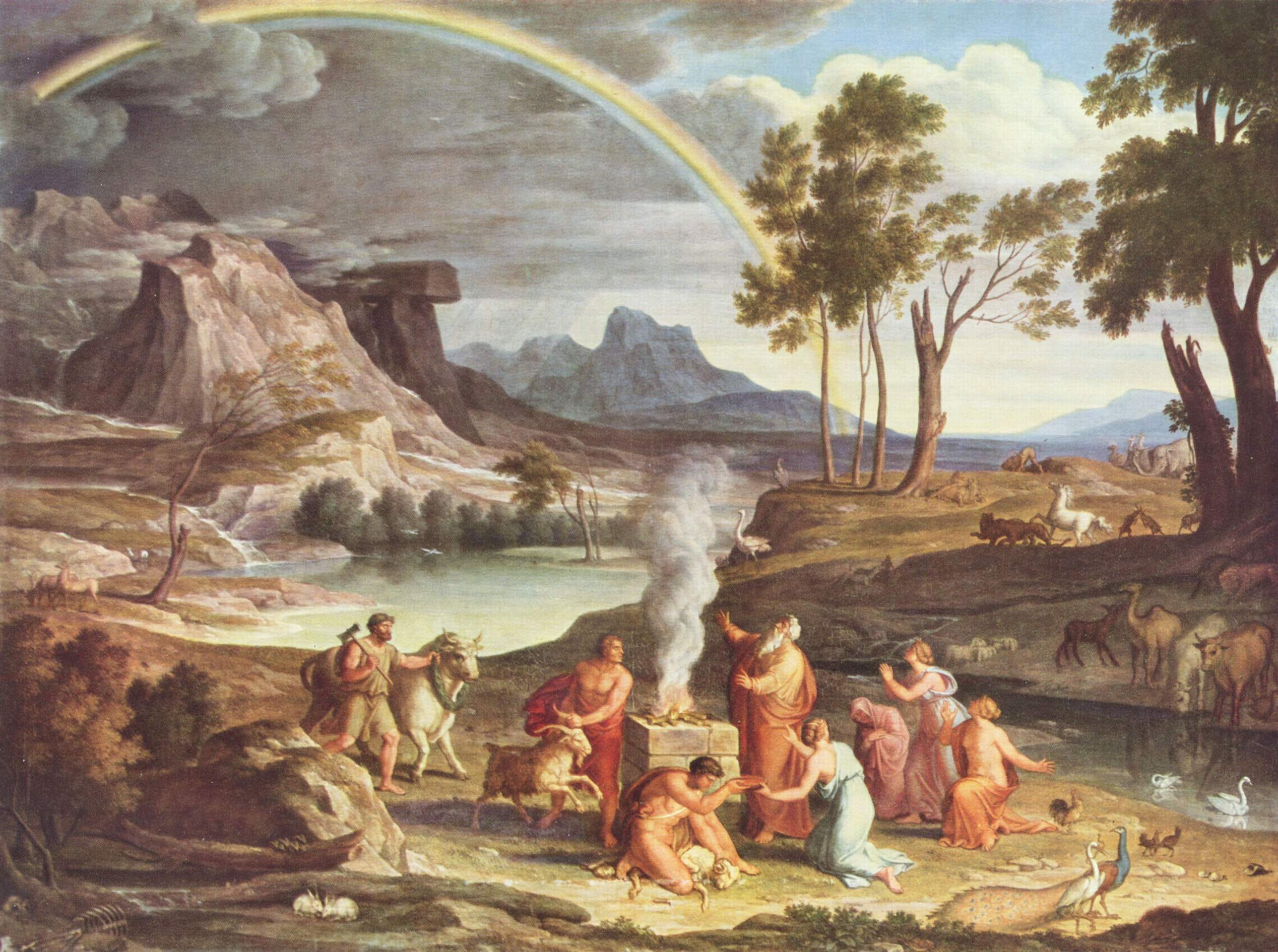
Landschaft mit dem Dankopfer Noahs (omstreeks 1803) van Joseph Anton Koch. Noach richt een altaar op voor God na de zondvloed. God zendt de regenboog als teken van zijn verbond (Genesis 8-9).

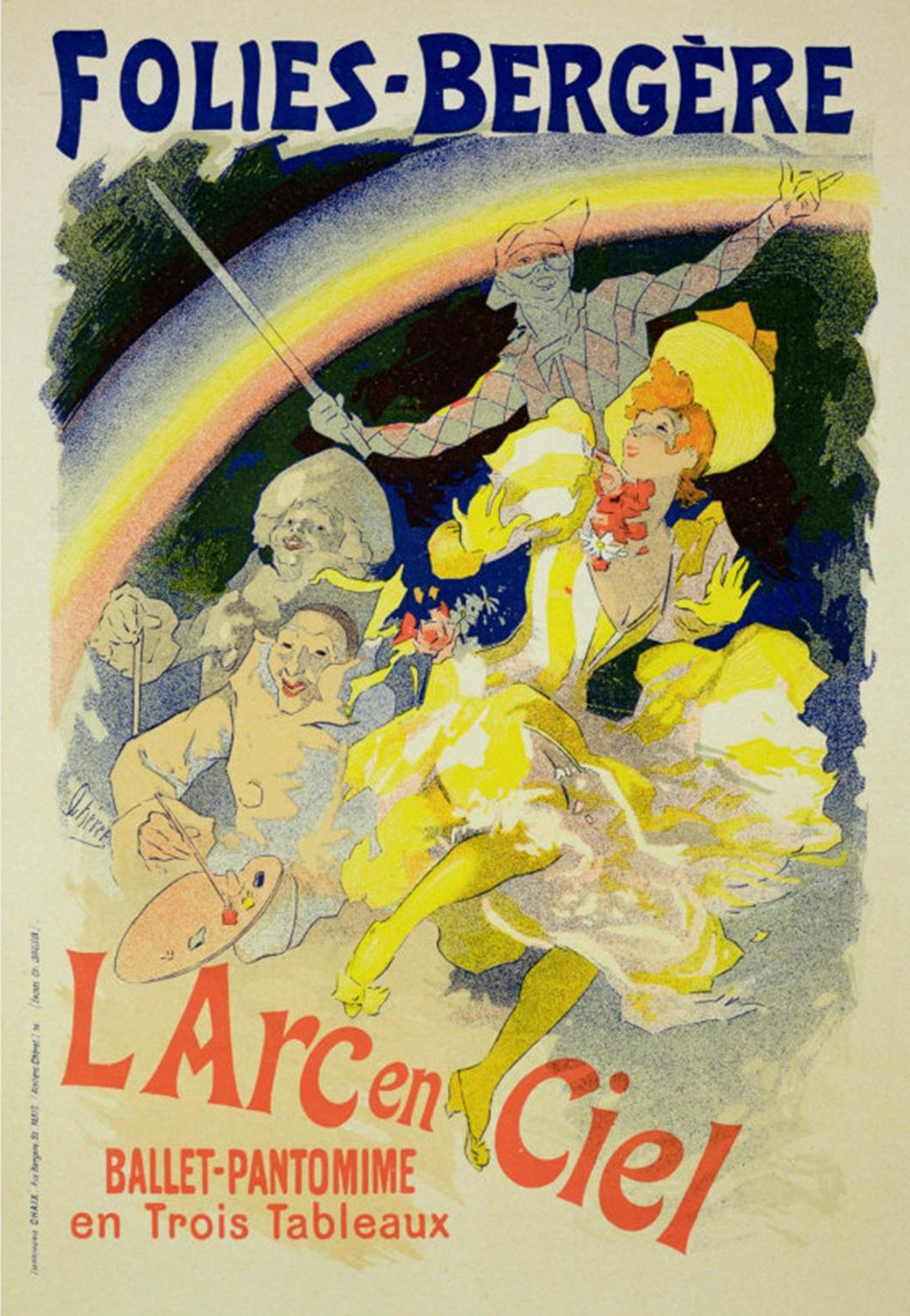
Folies-Bergère. Affiche voor ballet-pantomime te Parijs, 1896-1900. Jules Chéret (1836-1932). Verkeerde rode kant.

### Dubbele regenboog
Soms is door dubbele terugkaatsing van het zonlicht in de druppels buiten de gewone regenboog nog een tweede, zwakkere bijregenboog te zien. De kleuren in deze secundaire regenboog staan in omgekeerde volgorde ten opzichte van die in de hoofd- of primaire regenboog en de kleurenband is breder. De primaire en secundaire boog worden tezamen veelal aangeduid als een "dubbele regenboog". Tussen de beide bogen is de hemel donker, dat is de donkere band van Alexander, genoemd naar de Griekse filosoof Alexander van Aphrodisias (rond 200 n. Chr), die dit verschijnsel als eerste beschreef.

### Rode boog
Bij zonsopkomst of -ondergang kan de regenboog er veel roder uitzien dan normaal. Dit komt doordat de andere kleuren (van licht met kortere golflengtes) zoals blauw en groen meer dan het langgolvige rood in de atmosfeer verstrooid worden. De zon zelf is bij een lage stand ook roder door dezelfde oorzaak (Rayleighverstrooiing).

### Overtallige bogen
Af en toe herhalen de kleuren van de primaire regenboog zich aan de blauwe kant van de boog (aan de binnenrand). De boog is dan in meer smalle zogenaamde overtallige bogen opgesplitst. Dit effect treedt op bij kleine druppels en kan verklaard worden als interferentie-patroon van de gekleurde lichtbundels die verschillende paden volgen. Als lichtgolven in de pas (in fase) uittreden, versterken ze elkaar, als ze precies uit de pas lopen doven ze elkaar uit. De overtallige bogen zijn onder het hoogste punt van de primaire regenboog het duidelijkst. Overtallige bogen kunnen ook opgemerkt worden aan de blauwe kant (de buitenrand) van de secundaire regenboog, maar deze zijn veel zeldzamer. Een laserstraal die door een zéér dunne verticale waterstraal schijnt laat een interferentieverschijnsel zien dat het bestaan van overtallige bogen perfect aantoont. Het monochrome licht van de laserstraal elimineert het effect van overvloeiing van de spectrale kleuren, en aldus zijn enkel lichte en donkere dunne banden te zien. Hun aantal loopt op tot honderden in plaats van ongeveer een vijftal aan de binnenrand van de gewone primaire regenboog.

### Wolkenstralen, "spaken" in de primaire regenboog
Als er zich tussen de zon en de regenbui verschillende kleine wolkenflarden bevinden zijn hun schaduwen te zien als wolkenstralen in het heldere gedeelte binnen de primaire regenboog. Als het aantal wolkenstralen niet gering is kunnen ze eruitzien als de spaken van een fietswiel, waarbij de regenboog zelf de band van het fietswiel voorstelt.

### Mistboog
In mistbanken is soms een brede witte boog te zien met een vale oranje-achtige buitenrand en een lichtblauwe binnenrand. De waterdruppels zijn dan bijzonder klein, met diameters onder de 0,1 mm – veel kleiner dan bij normale regenbogen. De interferentie van het licht treedt hier sterk op. De spectrale kleuren overlappen elkaar en geven samen een witte indruk. Bij nog kleinere druppels ontbreken de gekleurde randen en is de boog geheel wit: de mistboog. Dit verschijnsel en de spectraalkleurige Glorie (optisch fenomeen) treden samen op. Om beide optische verschijnselen simultaan te zien te krijgen moet men zich bijvoorbeeld op een bergtop bevinden, zodanig dat de schaduw van de waarnemer op een lager gelegen mistbank valt. Dit verschijnsel heet Spook van de Brocken (Spectre of the Brocken, Brockengespenst).

### Wolkenboog
De wolkenboog ziet er evenals de mistboog uit als een brede (bijna kleurloze) boog, en vertoont zich in bepaalde wolkensoorten, zoals Cirrocumulus. Enige oefening is vereist om de verschijning van de wolkenboog te herkennen. Het gebruik van een draaiend lineair polarisatiefilter is aan te raden om de aanwezigheid van de wolkenboog op te sporen. De wolkenboog, evenals de mistboog en de gewone primaire en secundaire regenbogen stralen zéér sterk gepolariseerd licht uit. Waarschijnlijk is de wolkenboog niet alleen vanop grondniveau of vanuit vliegtuigen waarneembaar, maar ook vanuit een baan om de aarde, bijvoorbeeld vanuit het Internationaal ruimtestation (ISS).

### Spiegelboog
Een zeldzame extra boog die kan ontstaan als men een glad wateroppervlak achter zich heeft, is de spiegelboog. Deze ontstaat doordat het spiegelbeeld van de zon voor een extra regenboog aan de hemel zorgt. Het spiegelbeeld van de zon bevindt zich onder de horizon, en de spiegelboog staat dus hoger dan de hoofdboog.
Bovendien kan men - maar dat spreekt wel vanzelf - als men het water vóór zich heeft, een spiegelbeeld van de boog zelf zien. Staat de zon laag, dan vormt deze met de echte boog een vrijwel perfecte cirkel.

### Cirkelvormige regenboog
In theorie is elke regenboog een cirkel, maar vanaf de grond zien we daarvan doorgaans alleen het bovenste gedeelte. Om de volledige cirkel te zien moeten er zich ten opzichte van de waarnemer ook waterdruppels onder de horizon bevinden, en moet het zonlicht die druppels ongehinderd kunnen beschijnen. Aan deze voorwaarden wordt over het algemeen niet voldaan wanneer we ons op de grond bevinden, hetzij doordat er zich geen waterdruppels in de vereiste positie bevinden, hetzij doordat het zonlicht wordt geblokkeerd door het landschap achter ons. Het resultaat is de bekende boog, die een begin en een einde lijkt te hebben. Zodra we ons echter op een hogere positie bevinden, zoals op een hoog gebouw of in een vliegtuig, kan er wel aan de voorwaarden worden voldaan en kan de volledige cirkel van de regenboog wel worden waargenomen. Ook de cirkelvormige regenboog kan een nevenboog hebben (zie Dubbele regenboog hierboven). Ook is het mogelijk om op de grond de cirkel kunstmatig te produceren, bijvoorbeeld door met de zon in de rug een waternevel uit een tuinslang te sproeien.
Een cirkelvormige regenboog dient niet te worden verward met de – veel kleinere en door andere optische processen veroorzaakte – glorie, die vaak rondom de schaduw van de waarnemer of die van een vliegtuig wordt waargenomen. Regenbogen en glories kunnen in de juiste omstandigheden tegelijk optreden.

### Maanboog
Ook bij (bijna) volle maan is weleens de regenboog te zien. Deze maanboog lijkt kleurloos, als gevolg van het feit dat de maan veel zwakker schijnt dan de zon en het menselijk oog bij weinig licht, alsook door het purkinje-effect, vrijwel geen kleuren kan waarnemen. Op een foto zijn de kleuren beter zichtbaar te krijgen, door gebruik te maken van een hoge filmgevoeligheid of lange belichtingstijd. Voor analoge fotografie is kleurendiafilm het geschiktst.

### Regenboogfragmenten in zoeklichtstralen
Tijdens neerslag (regen) komen plaatselijke verhelderingen in zoeklichtstralen, skybeamers, en de roterende lichtstralen van vuurtorens veelvuldig voor, maar vergen enige oefening om ze als regenboogfragmenten te herkennen . Zelfs in de straal van een fietslicht kan dit soort verheldering opgemerkt worden. De berijder van de fiets ziet dan een plaatselijke verheldering die ongeveer een meter vóór het fietslicht uit steekt. Dit experiment lukt het best bij motregen.

### Regenboogfragmenten in laserstralen
Net als in zoeklichtstralen worden regenboogfragmenten ook in laserstralen opgemerkt. Finse onderzoekers van haloverschijnselen en dergelijke experimenteren weleens met snel roterende laserstralen waarin sterk vervormde regenboogfragmenten zichtbaar gemaakt kunnen worden. De primaire regenboog in divergerende lichtstralen ziet er geheel anders uit dan in de parallelle stralen van bijvoorbeeld de zon. Bij divergerende lichtstralen komende vanuit een optisch eindig lichtpunt verkrijgen we geen regenboogkegel zoals bij een optisch oneindig lichtpunt, maar wel een figuur dat eruitziet als een donut. Het verkrijgen van een tweedimensionaal schema van die donut-figuur eist enig meet-, reken- en tekenwerk.

### Offset White Arcs
Het bestaan van dit soort afwijkende witte regenbogen is beschreven in het boek Rare Halos, Mirages, Anomalous Rainbows, and related electromagnetic phenomena van William R. Corliss (1984). Deze afwijkende regenbogen mogen niet verward worden met haloverschijnselen, maar zijn misschien wel veroorzaakt door gelijktijdig optredende heldere parhelia (bijzonnen) links en rechts van de eigenlijke zon. Gezien het feit dat ook parhelia spectraalkleurig zijn, kunnen ze de kleuren van de afwijkende regenbogen ofwel tot wit herleiden, ofwel verder uiteen trekken.

### Regenbogen van hogere orden
Behalve de hoofd- en bijregenboog kunnen zich regenbogen van nog hogere orden voordoen. De orde van een regenboog wordt bepaald door het aantal interne reflecties binnen de waterdruppels: één reflectie resulteert in de primaire of hoofdregenboog; twee reflecties in de secundaire of bijregenboog (zie Dubbele regenboog hierboven). Dit gaat in theorie door tot in het oneindige, maar doordat er bij elke extra interne reflectie licht verloren gaat, wordt elke boog van een hogere orde zwakker dan de vorige, waardoor ze voor het menselijk oog al gauw onzichtbaar worden. Een bijkomend probleem is dat de bogen van de derde en vierde orde zich in de richting van de zon bevinden en dus vrijwel altijd overstraald worden.
Daardoor zijn natuurlijke regenbogen van een orde hoger dan 2 zelden zichtbaar voor het blote oog. Toch zijn in recente jaren de regenbogen van de derde, vierde en vijfde orde in de natuur gefotografeerd, zij het met aanzienlijke beeldbewerking om de bogen zichtbaar te krijgen.

### Effect van onweer
Er zijn waarnemingen bekend van het effect van onweer op regenbogen. Bij donder trilde de boog, werden de grenzen tussen de kleuren van de boog uitgewist en verdween de tussenruimte tussen eerste overtallige boog en hoofdboog. Dit wijst op een vergroting - zie bovenstaande tabel - of een trilling van de druppels.

### Dauwboog
De regenboog kan men ook na zonsopkomst aantreffen in de dauwdruppels op een spinnenweb of een grasveld (de dauwboog). Als dan de gewone regenboog te zien is boven de horizon, simultaan met de dauwboog onder de horizon, kan de volledige cirkel worden waargenomen, met rond de schaduw van het hoofd van de waarnemer de heiligenschijn. Omdat we de zon als een (schijnbaar) oneindige lichtbron aanzien, zien we ook de dauwboog als (schijnbaar) oneindig, en speelt het stereoscopisch zicht ons daarbij parten. We zien de dauwboog zeer ver in of onder de grond in plaats van op het gras. Als we echter naar het gras zelf kijken zien we twee naast elkaar geplaatste dauwbogen: een boog voor het linkeroog en een boog voor het rechteroog. Dit verschijnsel kan ook worden waargenomen in een zwembad verlicht door de zon. De zwemmende waarnemer blaast wat verneveld water uit en ziet plots de verschijning van een tweeling regenboog .

### De Primaire Glasbolletjesboog (R: 22°30')
Er bestaan varianten van de primaire en secundaire regenbogen met zéér sterk afwijkende radii, teweeggebracht door zonlicht schijnend in grote hoeveelheden transparante glasbolletjes, bijvoorbeeld in de glasbolletjes die toegevoegd worden in witte wegmarkeringen om het retro-reflecterend effect ervan te versterken. De primaire glasbolletjesboog is dan zichtbaar op het donkere asfalt naast de witte wegmarkeringen, in uitgestrooide glasbolletjes. Een bepaald type diascherm waarvan de retro-reflecterende laag bestaat uit een grote hoeveelheid vastgemaakte glasbolletjes toont ook dit soort afwijkende regenboogverschijnselen. De primaire glasbolletjesboog heeft altijd R: 22°30' in plaats van R: 42° bij de gewone primaire regenboog. De secundaire glasbolletjesboog heeft een radius van bijna 90° en is vrij moeilijk te zien. De spectrale kleurvolgorde bij dit soort bogen, ten opzichte van het tegenpunt van de zon (of het tegenpunt van een andere puntvormige witte lichtbron) is dezelfde als bij de gewone regenbogen. Net als bij de dauwboog ziet de glasbolletjesboog er ofwel oneindig ver weg uit, ofwel zien we hem dubbel doordat het stereoscopisch zicht ons parten speelt.

### Het Lake Monroe verschijnsel
Dit optisch verschijnsel, sterk verwant aan de dauwboog, wordt veroorzaakt door zeer kleine waterdruppeltjes liggend op het oppervlak van een spiegelglad meer. De beste omstandigheid om dit optisch verschijnsel te zien te krijgen is kort na zonsopkomst. Dit verschijnsel kan frequent worden waargenomen op het water van Lake Monroe in de Amerikaanse staat Florida .

### Regenboogvariant bij een supernova
Het verschijnen van een zéér heldere supernova is een zéér zeldzaam gebeuren. Indien er toch een ongewoon heldere supernova te zien zou zijn, dan zou dat een hele reeks optische verschijnselen opleveren die het aanzien van de ons omringende wereld drastisch zouden veranderen. Een supernova is evenals een gewone ster een optisch lichtpunt in plaats van de zon die er optisch schijfvormig uitziet. Dankzij deze puntvormigheid zien spectraalkleurige optische hemelverschijnselen zoals de primaire en secundaire regenbogen er veel duidelijker uit, en treedt er nagenoeg geen overvloeiing van de spectrale kleurbanden op. Ook het aantal overtallige bogen aan de binnenrand van de primaire regenboog en aan de buitenrand van de secundaire regenboog neemt toe. Het zou ook veel duidelijker zijn dat het spectrum van wit licht uit slechts drie kleuren bestaat: rood, groen, en ultramarijnblauw (zoals dat door James Clerk Maxwell werd aangetoond).

### Op Titan
Mogelijk komen regenbogen voor op de maan Titan van Saturnus, die een nat oppervlak heeft en vochtige wolken. De straal van een regenboog op Titan zou 49° in plaats van 42° moeten zijn, doordat het om vloeibaar methaan gaat in plaats van water. Een waarnemer heeft misschien een infrarood-bril nodig, doordat de dampkring van Titan dat beter doorlaat dan normaal licht.

## Andere kleureffecten

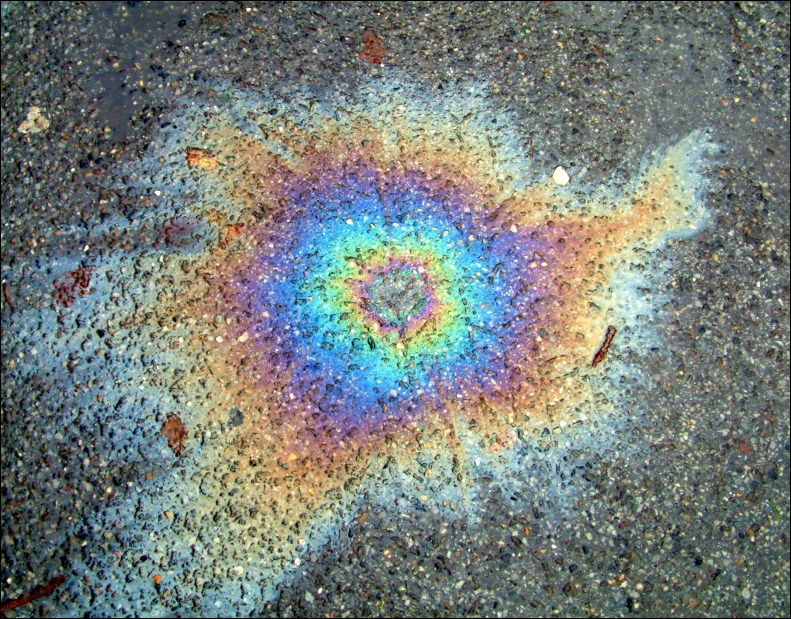
Newtonringen in benzinevlek op asfalt

In de natuur komen verwante kleureffecten voor, die niet ontstaan door lichtbreking in vloeibaar water maar bijvoorbeeld in ijskristallen of optreden door diffractie/interferentie. Daarom mogen deze kleureffecten geen regenboog heten. Voorbeelden van lichtbreking in zwevende ijskristallen in de atmosfeer zijn:
- Circumhorizontale boog
- Circumzenitale boog
- Bijzon of parhelium
- Halo's

Interferentie en diffractie zijn verantwoordelijk voor:
- Interferentiekleuren bijvoorbeeld in zeepbellen en olie- of benzinevlekken op straat (Newtonringen)
- Glorie (optisch fenomeen)

## Geschiedenis
Aristoteles (384 v.Chr. - 322 v.Chr.) zag in zijn boek De Meteorologie de regenboog als een weerkaatsing van zonlicht tegen een wolk. Alhazen (965 - ca. 1039) onderzocht lichtbreking experimenteel met een glazen bol met water. De eerste onderzoeker die hiermee de regenboog verklaarde was de Pers Qutb al-Din al-Shirazi (1236-1311). Zijn leerling Kamāl al-Dīn al-Fārisī (1260-1320) wist een wiskundig meer bevredigende verklaring op te stellen.
In West-Europa was het Dietrich van Freiberg (ca. 1240-1310) die de theorie als eerste ontwikkelde in zijn boek De iride et radialibus impressionibus (De regenboog en de door stralen veroorzaakte indrukken). Daarna volgde de in Nederland wonende Fransman Descartes, die in 1636 met een verklaring voor de regenboog kwam in zijn boek Les Météores (hoofdstuk 8, De l'arc-en-ciel, 1636, Leiden). Christiaan Huygens verbeterde deze theorie.

## Godsdienst en cultuur

### Bijbel
In de Bijbel (Genesis 9) is de regenboog een teken van een belofte van God aan de mensheid. Na de zondvloed beloofde God nooit meer zo'n vloed te sturen om de wereld te verwoesten. Met de regenboog bevestigde God deze belofte. In de sacrale kunst worden de sacramenten dan ook vaak met een regenboog afgebeeld.
Omdat de regenboog toen pas voor het eerst genoemd werd (en ook wegens Genesis 2:5-6), heeft men wel verondersteld dat het bij de zondvloed voor het eerst regende.

### Noordse mythologie
In de Noordse mythologie is Bifröst de Asgaard en Midgaard verbindende regenboogbrug in drie kleuren, gemaakt door de goden. De rode kleur is vuur dat de bergreuzen uit de hemel houdt.

### Regenboogslang
De regenboogslang is een fabeldier dat in verschillende culturen voorkomt. 

### Folklore
- Volgens de folklore is er aan het begin en einde van de regenboog een pot met goud te vinden. In de Ierse folklore worden de potten met goud bewaakt door een leprechaun. Het begin of einde van de regenboog is echter onbereikbaar doordat de regenboog met de waarnemer meebeweegt. In sommige verhalen wordt het veronderstelde einde van de regenboog toch bereikt, bijvoorbeeld door Alfred Jodocus Kwak en Suske en Wiske in De regenboogprinses (1981).
- Keltische penningen worden wel regenboogschoteltjes genoemd, omdat men dacht dat deze munten ontstonden op de plek waar de regenboog de grond raakt.

### Beeldende kunst
De regenboog is afgebeeld op tal van schilderijen, soms als een symbolisch onderdeel van de compositie, en soms als een natuurverschijnsel in een romantisch landschap.
- Hans Memling, Het laatste oordeel (Das jüngste Gericht), triptiek, 1467-1471, Brugge, olieverf op tempera met Christus zittend op de regenboog
- Albrecht Dürers Melancholia, gravure, 1514, regenboog met komeet
- Peter Paul Rubens, bijvoorbeeld Landschap met de regenboog, (1636-1638, Alte Pinakothek, München) met dubbele regenboog
- Joseph Anton Koch, Noachs dankoffer, 1803
- Caspar David Friedrich, Landschap met maanregenboog, 1810
- John Everett Millais, Het blinde meisje, 1856
- Joseph Wright of Derby, Landscape with a Rainbow.

Soms worden de kleuren van de regenboog in de verkeerde volgorde afgebeeld, zoals in de Kroniek van Neurenberg, Kuifje - De 7 kristallen bollen, en De kleine zeemeermin van Disney.

### Muziek
- Uit The Wizard of Oz: Over the Rainbow (lied, 1938)
- The Rolling Stones: She's like a rainbow (lied, 1967)
- Terry Riley: A Rainbow in Curved Air (minimale repetitieve elektronische muziek, 1967-1968)
- New Inspiration: Rainbow I love you (lied, 1970)
- Paul de Leeuw: Vlieg met me mee (naar de regenboog) (lied, 1992)
- Dj Paul Elstak: Rainbow in the Sky (lied, 1995)
- Ronnie James Dio zong vaak over 'the rainbow', bijvoorbeeld Rainbow in the dark van het album Holy Diver. In zijn liedjes onder de bandnaam Dio staat de regenboog regelmatig centraal in de songteksten. Ook zong hij in de band Rainbow.

## Galerij

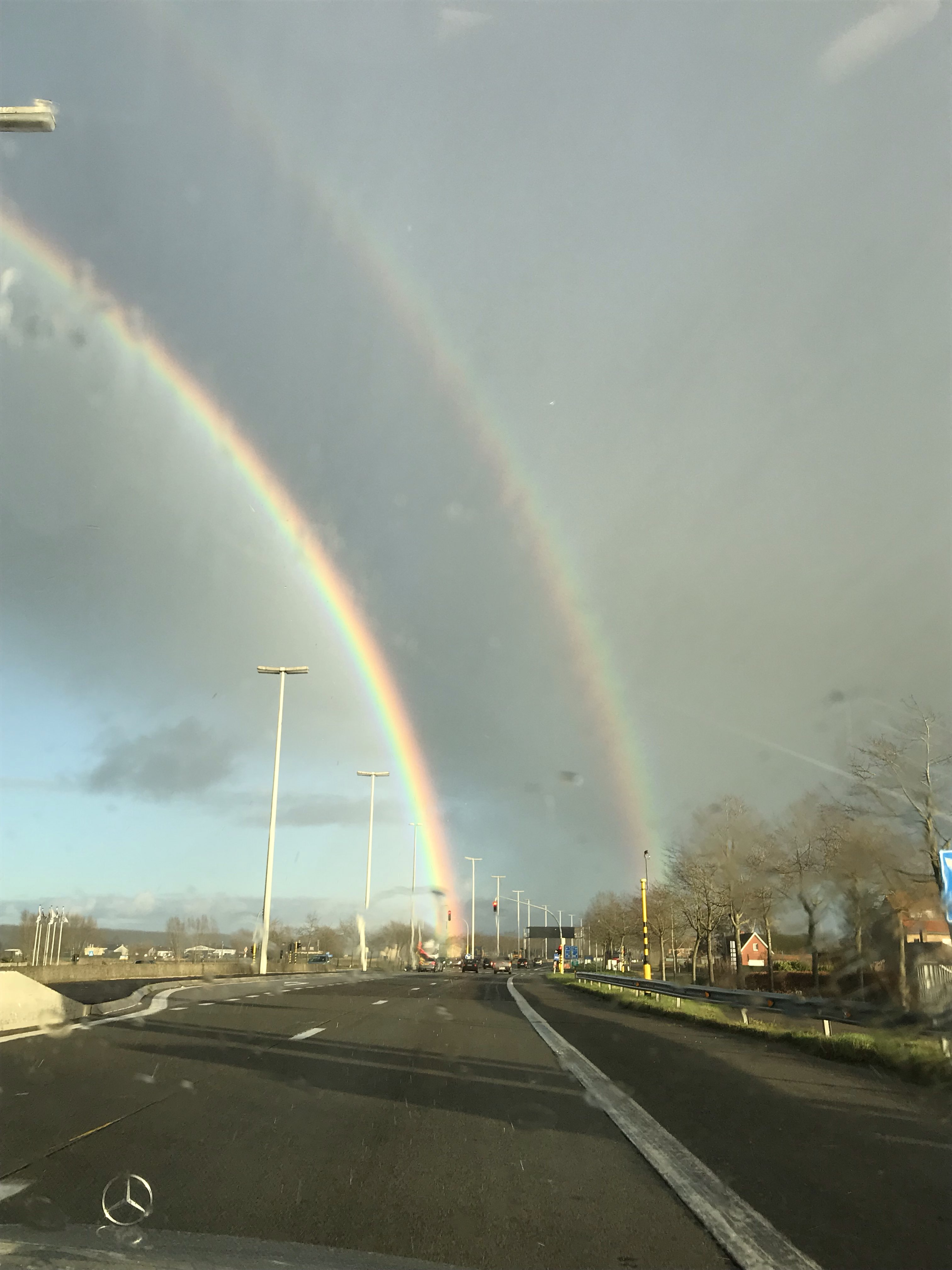
Een dubbele regenboog met duidelijke donkere band van Alexander tussenin (Knokke, België)
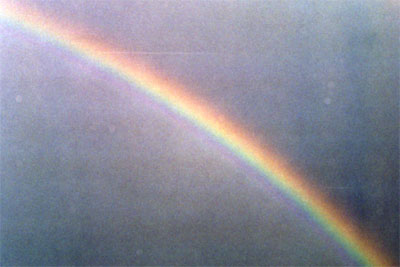
Een regenboog met overtallige bogen
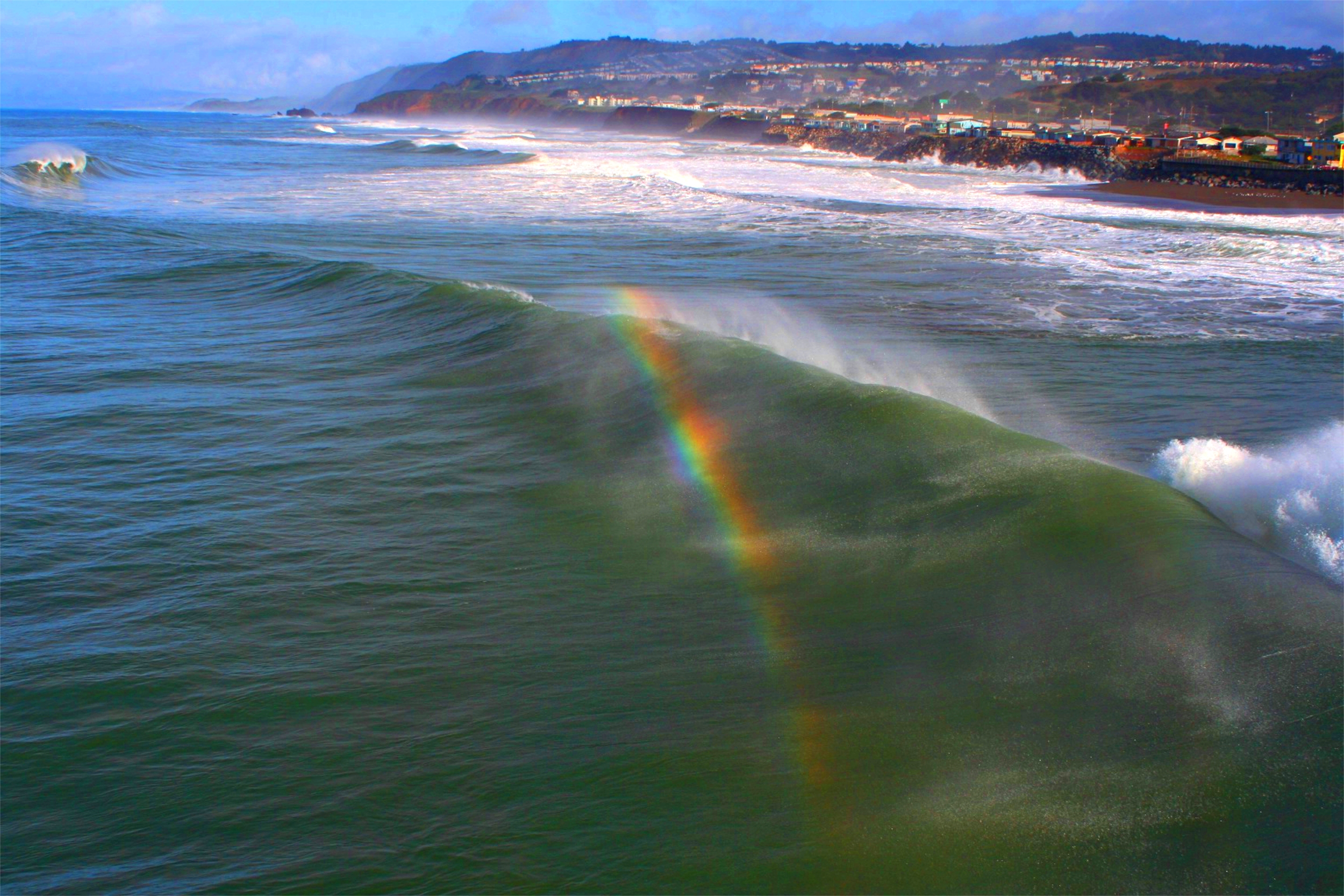
Zoutwaterboog in de branding
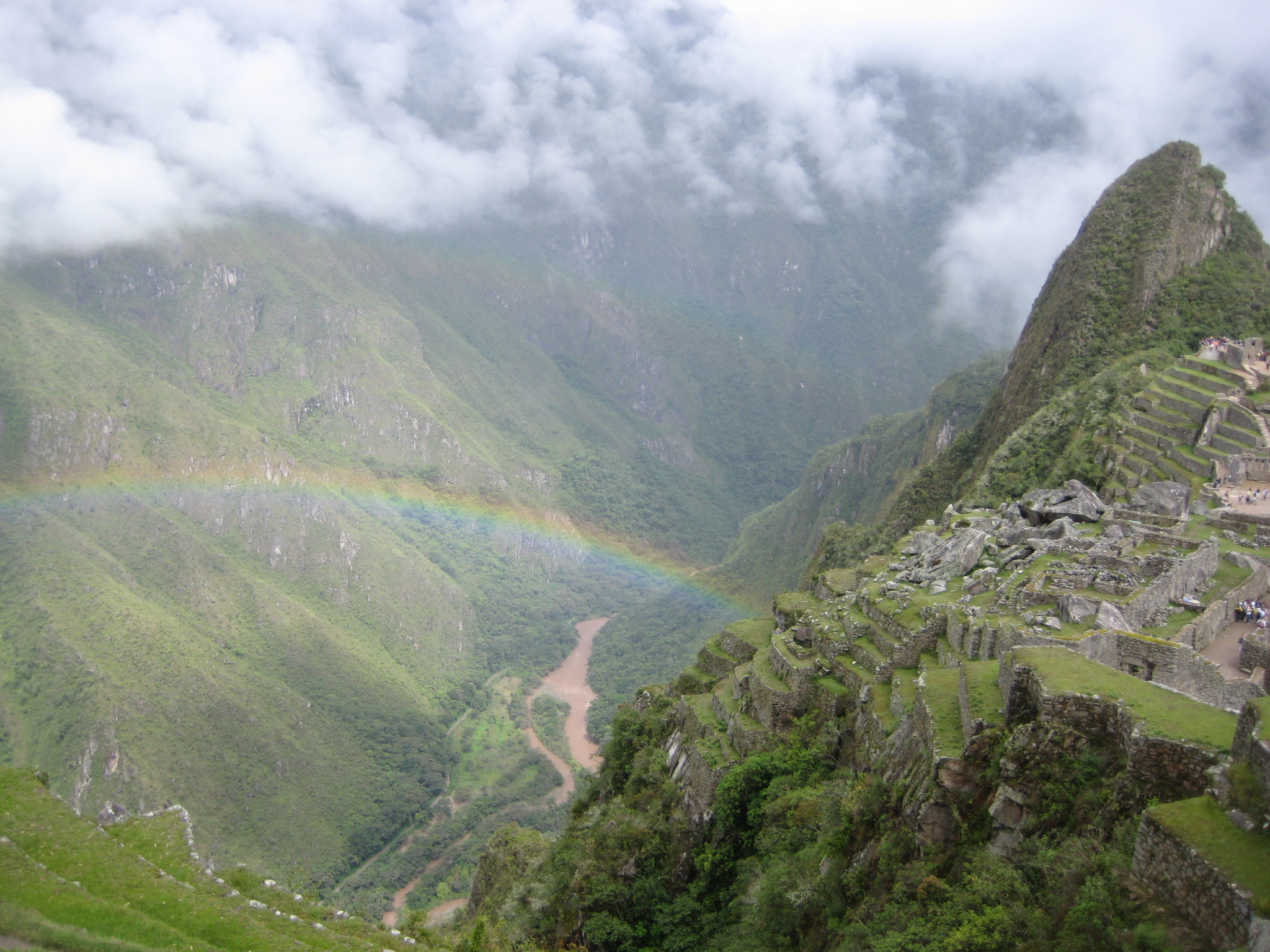
Een regenboog boven Machu Picchu
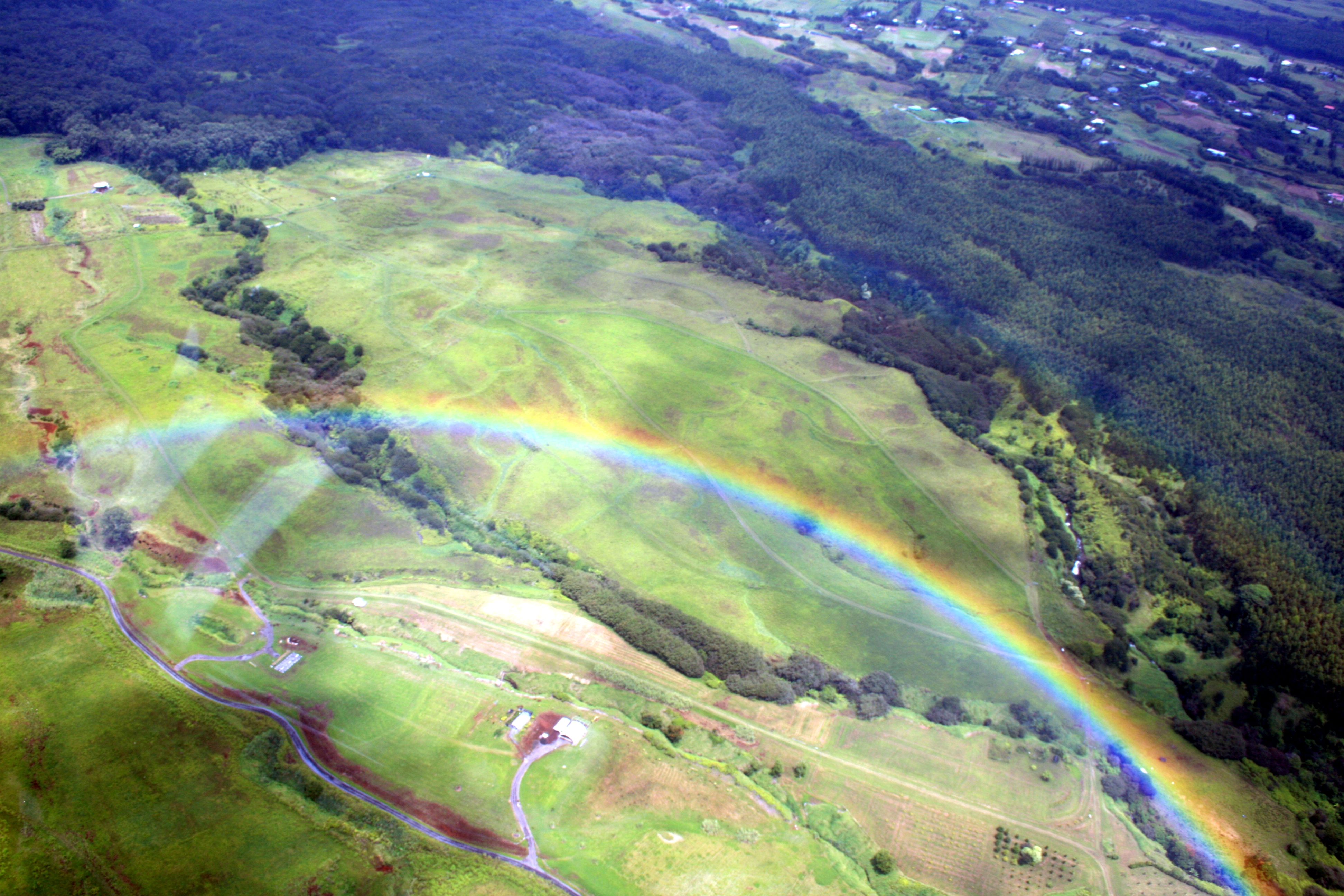
Een regenboog vanuit de lucht
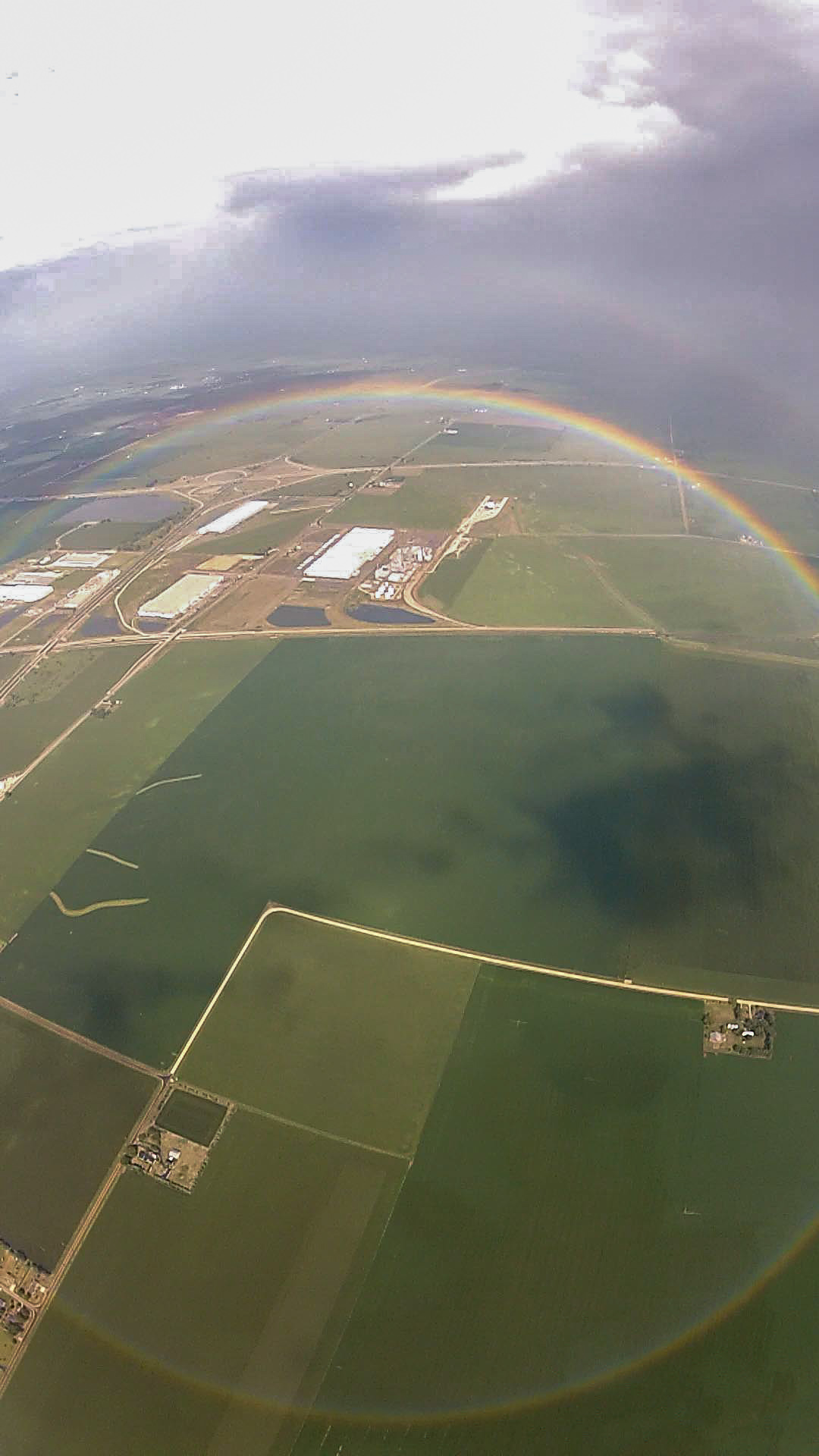
Een cirkelvormige regenboog waargenomen uit een vliegtuig
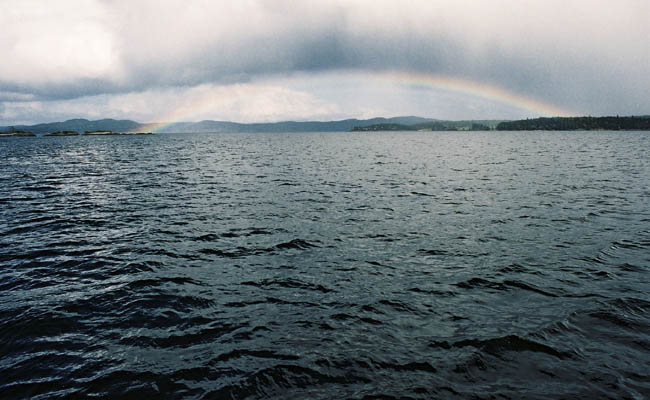
Top van de primaire regenboog bij relatief hoogstaande zon
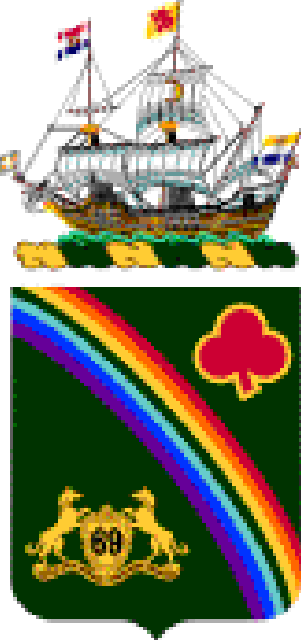
Regenboog in de heraldiek, het wapen van het 069th-Infantry-Regiment
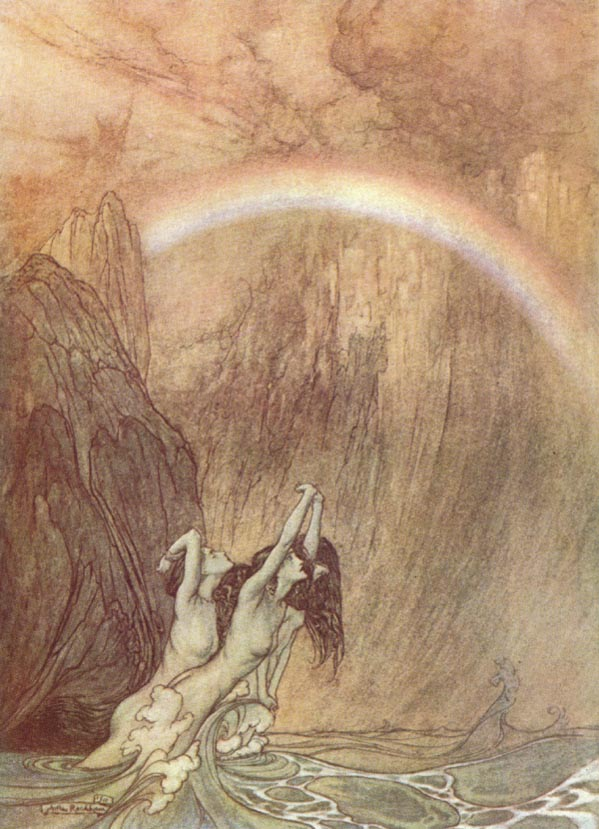
Illustratie bij Das Rheingold van Richard Wagner met de regenboog naar Walhalla, Arthur Rackham
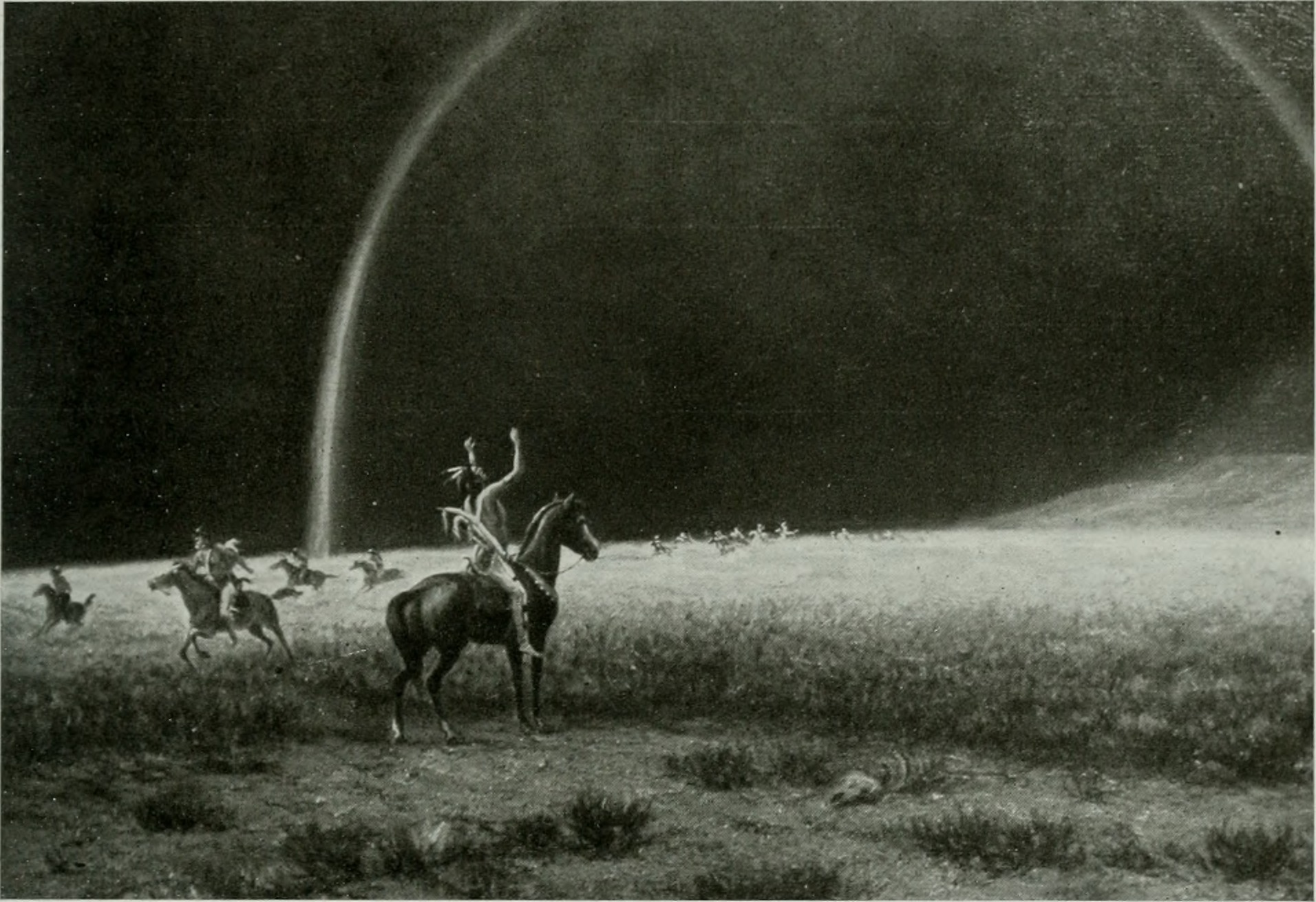
Indianen dachten dat de regenboog regen ving, want na het verschijnen van de regenboog hield het vaak op te regenen, 1917

### Algemeen
- (en) National Center for Atmospheric Research, About Rainbows
- (en) Atmospheric Optics website by Les Cowley
- (en) Lezing over kleuren en de regenboog door Walter Lewin. Bijkomende informatie over de lezing
- (en) Straight Dope over dubbele regenbogen (gearchiveerd)
- (en) Raimo Rask Regenboog: een fenomenologische benadering
- (en) Optica van een waterdruppel. Mie-verstrooiing en de Debye-reeks.
- (en) Raymond R. Lee & A.B. Fraser: The rainbow bridge, 2001 (inhoud boek met tekst twee delen) (gearchiveerd)

### Overtallige en meervoudige bogen
- (en) Supernumerary rainbows
- (en) Supernumerary and Multiple Rainbows
- (en) Reflection rainbows
- (en) Description of multiple types of bows, including: "bows that cross, red bows, twinned bows, coloured fringes, dark bands, spokes", etc.

### Simulatie
- (en) Interactive simulation of light refraction in a drop (java applet)

### Regenboogfotografie
- (en) Spectacular rainbow at Elam Bend (McFall, Missouri)
- (en) Finding and Photographing rainbow
- (de) Duitse regenboogfoto's
- (en) Begin (of einde) van een regenboog

radiogolf · lange golf · middengolf · korte golf · very high frequency (ultrakorte golf) · ultra-high frequency · microgolf · infrarood · zichtbaar licht · ultraviolet · röntgenstraling · gammastraling

Kleuren van de regenboog: rood · oranje · geel · groen · cyaan · blauw · indigo · violet